# Ambassade du Kosovo en Suisse
L'ambassade du Kosovo en Suisse est la représentation diplomatique de la République du Kosovo auprès de la Confédération suisse. Elle est située à Berne, la capitale du pays, et son ambassadeur est, depuis 2020, Sami Ukelli. Cette dernière est également ambassadrice du Kosovo auprès de la Principauté du Liechtenstein.

## Ambassade
L'ambassade est située à Zähringerstrasse, à Berne, capitale du pays. Elle sert aussi d'ambassade pour le Liechtenstein,.

## Histoire
Après que le Kosovo ait déclaré son indépendance de la Serbie le 17 février 2008, le gouvernement suisse, par le biais d'une déclaration de Pascal Couchepin, reconnaît officiellement le Kosovo comme un nouvel État dix jours plus tard, le 27 février 2008. Il s'ensuit alors la mise en place de relations diplomatiques et l'ouverture d'une ambassade de la République du Kosovo est rendue possible l'année suivante en 2009. Le 15 octobre 2009, le premier ambassadeur, Naim Malaj, est nommé.
Le 4 mai 2015, le tout premier ambassadeur Naim Malaj annonce publiquement qu'il a présenté sa démission pour le 31 mai 2015 au ministre des Affaires étrangères et vice-premier ministre Hashim Thaçi. Il dit vouloir se retirer de la vie diplomatique. Le 6 avril 2015, Atifete Jahjaga nomme Nazane Breca pour succéder à Naim Malaj.

## Ambassadeurs du Kosovo en Suisse
| De   | À        | Ambassadeur  |
| ---- | -------- | ------------ |
| 2009 | 2015     | Naim Malaj   |
| 2015 | 2020     | Nazane Breca |
| 2020 | En cours | Sami Ukelli  |

### Communauté kosovare
Le nombre de kosovars établis en Suisse est estimé à plus de 200 000, bien qu'on en recense officiellement 106 879. Avec 5,22 % de la population étrangère totale, ils représentent la 5e communauté étrangère du pays.